# Любавин, Гавриил Павлович
Гавриил Павлович Любавин (1850—после 1918) — уральский казак, участник Русско-турецкой и Русско-японской войн, генерал-лейтенант.

## Биография
Родился 13 июля 1850 года в семье уральского казачьего офицера. Образование получил в Уральском войсковом реальном училище, затем поступил в Оренбургское казачье юнкерское училище, которое окончил по 1 разряду и в чине хорунжего был направлен на службу в комплект Уральского казачьего войска. В 1877—1878 году, сотник Любавин Г. П. участвовал в русско-турецкой войне, проявив себя мужественным и храбрым офицером, за что был награждён орденами Святого Владимира 4 степени с мечами и бантом и Святой Анны 3 степени с мечами и бантом. 23 февраля 1979 года произведён в чин есаула, 13 декабря 1881 года — в чин войскового старшины, а 23 января 1891 года произведён в чин полковника с назначением на должность командира 3-го Уральского казачьего полка. В данной должности находился до 5 января 1904 года, когда был произведён в чин генерал-майора и назначен командиром 2-й бригады вновь формируемой Забайкальской казачьей дивизии, в этой должности принял участие в русско-японской войне. С апреля 1904 года в составе отряде генерал-майора П. К. Ренненкампфа в боях с японцами на левом фланге Маньчжурской армии. Затем с февраля 1905 года — командир 1-й бригады Урало-Забайкальской сводной казачьей дивизии, а с сентября 1905 года — командующий Забайкальской казачьей дивизии. Участник Ляоянского и Мукденского сражений.
С июня 1906 года был прикомандирован к штабу Варшавского военного округа. С 1908 года уволен из штата РИА.
В период после увольнения вернулся в столицу Уральского казачьего войска — г. Уральск, где и проживал после этого.
В марте 1917 года, после восстановления выборности атаманов в Войске, генерал Г. П. Любавин был избран Экстренным съездом выборных Войсковым атаманом Уральского казачьего войска, но он отказался, сославшись на старость и болезни. На том же Войсковом съезде было принято решение вернуть войску имя Яицкого, а городу Уральску — Яицк, но переименование не прижилось.

## Семья
Был женат, имел 3 детей.
Сыновья:
- Виктор — подъесаул 3-го Уральского казачьего полка; за храбрость в боях Первой мировой войны был награждён Георгиевским оружием (ВП от 08.11.1914).
- Сергей — офицер Уральского казачьего войска.